# Sojuz TMA-18
Sojuz TMA-18 – misja Sojuza, która wyniosła na Międzynarodową Stację Kosmiczną (ISS) 23 stałą załogę stacji. Start odbył się 2 kwietnia 2010 r. Astronauci powrócili na Ziemię sześć miesięcy później – 25 września 2010.

## Załoga
- Aleksandr Skworcow (1) – dowódca (Rosja)
- Michaił Kornijenko (1) – inżynier pokładowy (Rosja)
- Tracy Caldwell Dyson (2) – inżynier pokładowy (USA)

## Przebieg lotu
- 31.03.2010 RN wraz ze statkiem kosmicznym została umieszczona na wyrzutni 1/PU-5 kosmodromu Bajkonur.
- 02.04.2010 o 04:04:33,061 nastąpił start. W T+8' 50" statek kosmiczny znalazł się na orbicie.
- 04.04.2010 o 05:24:50 statek połączył się z ISS.
- 02.06.2010 o 04:04:00 (plan) od ISS odłączył się statek Sojuz TMA-17.
- 05.06.2010 o 03:20 rozpoczęto korektę orbity ISS przy pomocy silników modułu Zwiezda. Trwała ona 247 sekund, impuls wyniósł 4,5 m/s, a średnia wysokość orbity zwiększyła się o 7,79 km.
- 07.06.2010 o 23:55 rozpoczęto dwuimpulsową korektę orbity ISS za pomocą silników DPO Progressa M-05M. Pierwszy impuls trwał 580 sekund (dV=0,8 m/s), drugi, rozpoczęty 08.06.2010 o 01:26, 435 sekund (dV=0,6 m/s). Łącznie średnia orbita stacji została podniesiona o 2,55 km.
- 17.06.2010 o 22:21 ze stacją połączył się statek kosmiczny Sojuz TMA-19.
- 28.06.2010 pomiędzy 19:13 a 19:38 nastąpiła relokacja Sojuza TMA-19 ze Zwiezdy do modułu Rasswiet.
- 02.07.2010 o 16:58 ze stacją miał połączyć się automatyczny statek transportowy Progress M-06M, ale próba się nie powiodła.
- 04.07.2010 o 16:17:26 ze stacją połączył się statek transportowy Progress M-06M.
- 16.07.2010 o 07:42:30 rozpoczęto korektę orbity ISS za pomocą silników DPO Progressa M-06M. Korekta trwała 17' 45" (dV=2,14 m/s, dH=3,72 km).
- 27.07.2010 o 04:11 rozpoczęła się WKD-25, w której wzięli udział kosmonauci Jurczychin i Kornijenko. Wyszli oni ze śluzy Pirs w skafandrach Orłan-MK. Celem wyjścia była wymiana zewnętrznej kamery ATV na module Zwiezda, położenie kabli transmisji danych (Rassvet Command & Data Handling/Ethernet) z modułu Rasswiet na modułach Zwiezda i Zarja, położenie kabli od systemu dokowania KURS-P na module Rasswiet (połączenie z kablami na Zarji) oraz odrzucenie starej kamery ATV Zwiezda z modułu Pirs. Wszystkie prace wykonano, WKD-25 zakończyła się o 10:53 i trwała 6 godzin i 42 minuty.
- 31.07.2010 o 23:48 załoga Międzynarodowej Stacji Kosmicznej została zbudzona licznymi alarmami. Jak się okazało, przestała funkcjonować pompa amoniaku podstawowego systemu chłodzenia stacji. W wyniku usterki, spowodowanej zwarciem w obrębie zasilacza RPC1, funkcjonować przestały liczne podsystemy ISS: dwa z czterech żyroskopów CMG systemu orientacji i stabilizacji, po jednym z dwóch systemów łączności pasma S i nawigacji GPS, kilka konwerterów prądu stałego w modułach Tranquility oraz większość sterowników wyposażenia naukowego Destiny. W tej sytuacji załoga podjęła próbę restartu pompy, która jednak zakończyła się fiaskiem. Zdecydowano wyłączyć większość urządzeń naukowych oraz przerzucić chłodzenie na najważniejsze podzespoły z obwodu B. Przez całą noc Caldwell-Dyson zajmowała się poszukiwaniem przewodu, który pozwoliłby podłączyć część zapasowego obwodu chłodzącego do modułu Zarja. Poszukiwania i podłączenie zakończone zostały sukcesem, sytuacja została opanowana, jednak w najbliższym czasie para Amerykanów zmuszona będzie dokonać dwóch wyjść w przestrzeń, aby wymienić uszkodzoną moduł pompy. Dwie zapasowe jednostki znajdują się w specjalnych zewnętrznych magazynach ESP, które zostały już wcześniej dowiezione wahadłowcami.
- 07.08.2010 o 11:19 rozpoczęła się EVA-15, w której wzięli udział astronauci Wheelock i Caldwell-Dyson. Wyszli oni ze śluzy Quest w skafandrach EMU. Celem wyjścia był demontaż uszkodzonego modułu pompy oraz zamocowanie w tym miejscu nowego. Z powodu niezamknięcia jednego z zaworów pompy nie udało się odłączyć. EVA-15 zakończyła się o 19:22 i trwała 8 godzin i 3 minuty.
- 11.08.2010 o 12:27 rozpoczęła się EVA-16, w której wzięli udział astronauci Wheelock i Caldwell-Dyson. Wyszli oni ze śluzy Quest w skafandrach EMU. Celem wyjścia była kontynuacja prac przy demontażu modułu pompy – zadanie zostało wykonane, dodatkowo zdołano także w pewnym stopniu przygotować nową pompę do demontażu z ESP-2. EVA-16 zakończyła się o 19:53 i trwała 7 godzin i 26 minut.
- 16.08.2010 o 10:20 rozpoczęła się EVA-17, w której wzięli udział astronauci Wheelock i Caldwell-Dyson. Wyszli oni ze śluzy Quest w skafandrach EMU. Celem EVA był montaż nowego modułu pompy. Zadanie wykonano w całości. EVA-17 zakończyła się o 17:40 i trwała 7 godzin i 20 minut.
- 18.08.2010 o 20:30 rozpoczęto korektę orbity ISS za pomocą silników DPO Progressa M-06M. Korekta trwała 683 sekundy (dV=1,3 m/s, dH=2,3 km).
- 31.08.2010 o 11:21:37 od ISS odłączył się statek transportowy Progress M-06M.
- 12.09.2010 o 11:57:57 z ISS połączył się statek transportowy Progress M-07M.
- 15.09.2010 o 09:04 rozpoczęto korektę orbity ISS za pomocą silników DPO Progressa M-07M. Korekta trwała 526 sekund (dV=2,1 m/s, dH=2,1 km).
- 24.09.2010 o 01:35 miało dojść do odłączenia statku od ISS, ale z powodu awarii mechanizmu cumowniczego (nie zwolniły się dwa haki mocujące), zostało odłożone najpierw o jedną orbitę, później o dwie, a następnie o minimum dobę. Załoga powróciła do pomieszczeń stacji. Odpowiedzialne za sytuację mogą być dwie wyłamane zębatki, które zaobserwowano wewnątrz węzła.
- 25.09.2010 o 02:02:12 Sojuz odłączył się od ISS i ponad 3 godziny później wylądował na terytorium Kazachstanu. Kapsuła z astronautami osiadła w odległości 34 km na południe od Arkałyku.